# Ilustración griega

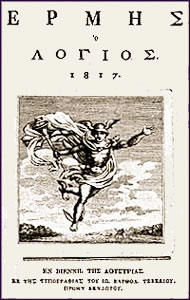
Hermes ho Logios (Hermes el Erudito), principal revista ilustrada griega, publicada anualmente en Viena entre 1811 y 1821. En ella aparecieron artículos sobre diversos temas, en especial bibliográficos, literarios y de actualidad. En la imagen, el volumen de 1817, con un grabado del dios Hermes.

La Ilustración griega (en griego: Διαφωτισμός, romanizado: Diafotismós, lit. 'ilustración, iluminación'), también conocida como Ilustración neohelénica, fue un movimiento cultural e intelectual de la segunda mitad del siglo xviii y principios del xix, considerado la expresión griega de la Ilustración.

## Orígenes

### Substrato mercantil y formativo
La Ilustración griega surgió del predominio griego en el comercio y la educación en el Imperio otomano. Esto permitió a los comerciantes griegos financiar a un gran número de jóvenes griegos para que estudiaran en universidades italianas y germánicas. Allí fueron introducidos a las ideas de la Ilustración y, posteriormente, de la Revolución francesa. La riqueza de la extensa clase de comerciantes griegos proporcionó la base material para el renacimiento intelectual que caracterizó la cultura griega en el más de medio siglo que condujo a 1821. No fue casualidad que, en vísperas de la guerra de independencia, los epicentros del aprendizaje griego —es decir, las escuelas con universidades—, estuvieran situados en Ioánina, Quíos, Esmirna y Ayvalık (Kydonies), que también eran centros comerciales griegos.

### Papel de los fanariotas
Los fanariotas eran un pequeño grupo de familias griegas cuyo nombre tomaron del barrio de Fanar, en Constantinopla, donde todavía se encuentra el patriarcado ecuménico. Dentro del Imperio otomano, ocupaban varios puestos administrativos, entre los más importantes los de hospodar o príncipe de los principados danubianos de Moldavia y Valaquia. La mayoría de los hospodares actuaron como mecenas de la cultura, la educación y la imprenta griegas. Estas academias atrajeron a profesores y alumnos de toda la comunidad ortodoxa, y hubo cierto contacto con las tendencias intelectuales de la Europa Central de los Habsburgo. En su mayor parte apoyaron el sistema de gobierno otomano, por lo que apenas desempeñaron un papel significativo en el surgimiento del movimiento nacional griego. Sin embargo, su contribución al aprendizaje produjo muchos eruditos griegos altamente educados que se beneficiaron del ambiente cosmopolita que los fanariotas cultivaron en sus principados.
Este ambiente fue, en general, una atracción especial para los griegos jóvenes, ambiciosos y educados del Imperio otomano. Las academias principescas de Bucarest e Iași también desempeñaron un papel crucial en el movimiento ilustrado. Por ejemplo, Daniel Filippidis y Grigorios Konstantás, autores de la Geografía moderna (Geographía Neoterikí, Viena, 1791), uno de los trabajos más destacados del momento, fueron educados en ese ambiente.

## Legado
La Ilustración griega tuvo diversas ramificaciones culturales. Por un lado, los puristas lingüísticos desarrollaron una forma de griego aticista —culto y arcaizante— que el Estado adoptaría como idioma oficial, denominado katharévousa ('purificado'). Esto creó una diglosia en la esfera lingüística griega, en que el katharévousa y el idioma vernáculo o demótico (dimotikí) estuvieron en conflicto hasta la segunda mitad del siglo xx.
La transmisión de las ideas ilustradas también influyó en el progresivo desarrollo de una conciencia nacional entre los pensadores griegos. Dos de sus principales figuras, Rigas Feraíos y Adamantios Koraís, alentaron a los nacionalistas griegos a seguir el pensamiento político europeo.
Así mismo, la Ilustración griega se refería tanto al lenguaje y las humanidades como a las ciencias. Fue el caso de la revista Hermes o Logios, publicación cuyo objetivo era promover la ciencia, la filosofía y la cultura griegas. Algunos eruditos como Methodios Anthrakites, Eugenios Voulgaris, Athanasios Psalidas, Balanos Vasilópoulos y Nikolaos Darbaris eran versados en matemáticas y ciencias físicas, y publicaron sendos libros científicos en griego para su uso en las escuelas. Rigas Feraios también publicó una antología de textos sobre física.

## Arte
La Ilustración griega también incluyó el arte de la escuela pictórica heptanesa o jonia. Entre los artistas más notables se incluyen Panagiotis Doxaras, Nikolaos Doxaras, Nikolaos Kantounis, Nikolaos Koutouzis y Gerasimos Pitsamanos. El arte griego comenzó a divergir de la tradicional maniera greca hacia la veneciana maniera italiana, hasta exhibir su propio estilo. En la periodización de la pintura griega es habitual distinguir las épocas de Rococó, Neoclasicismo y Romanticismo, propias del arte moderno o contemporáneo. La mayoría de los historiadores se refieren a este período pictórico como «Ilustración neohelénica».[cita requerida]
Con todo, hubo numerosos artistas asociados con la época que no procedían de las islas Jónicas. Por lo general, estuvieron en diferentes partes de los dominios otomanos o venecianos. Algunos estuvieron activos en las islas Cícladas, como Christodoulos Kalergis y Emmanuel Skordilis. Ioannis Koronaros emigró de Creta a Egipto y, finalmente, se instaló en Chipre. Aunque ya había cesado la labor de los principales talleres cretenses, aún había varios activos en la isla.
Por último, la Ilustración griega en el arte no solo perteneció a la escuela heptanesa, sino a todas las comunidades griegas. Este grupo vivió en lo que ahora se considera la Grecia moderna. También hubo innumerables artistas griegos activos en Constantinopla, ahora llamada Estambul. Las constantes investigaciones del Instituto Neohelénico han catalogado cientos de pintores griegos y otros artistas desde el siglo xv hasta la revolución de 1821.

## Personas y sociedades notables

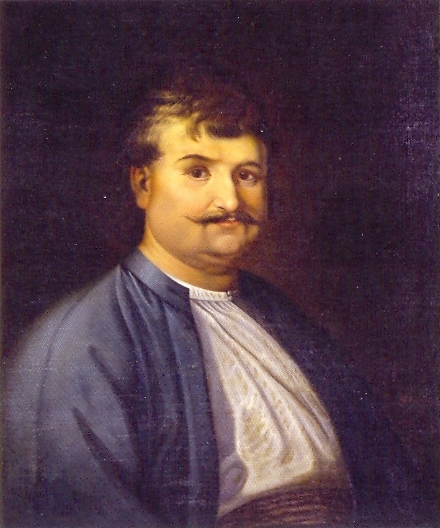
Rigas Feraíos
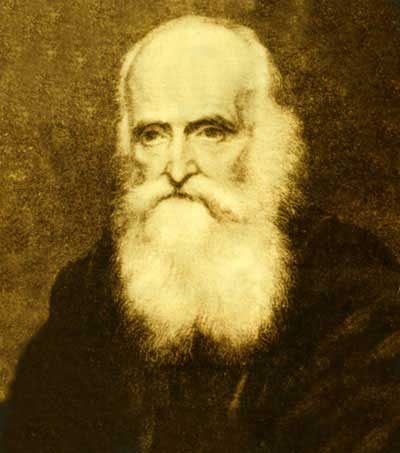
Teófilos Kairis
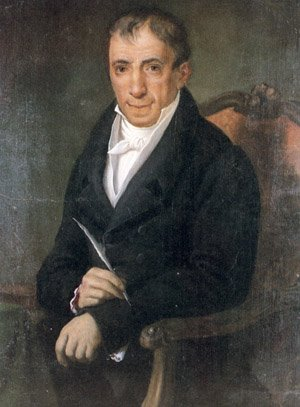
Adamantios Koraís
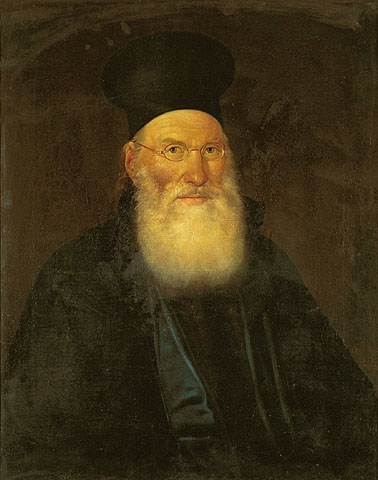
Theóklitos Farmakidis
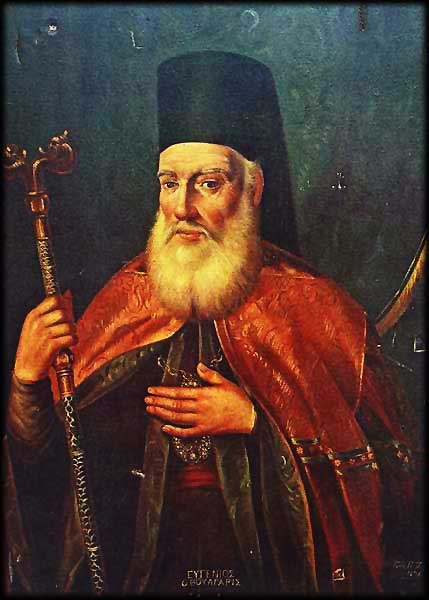
Eugenio Voulgaris
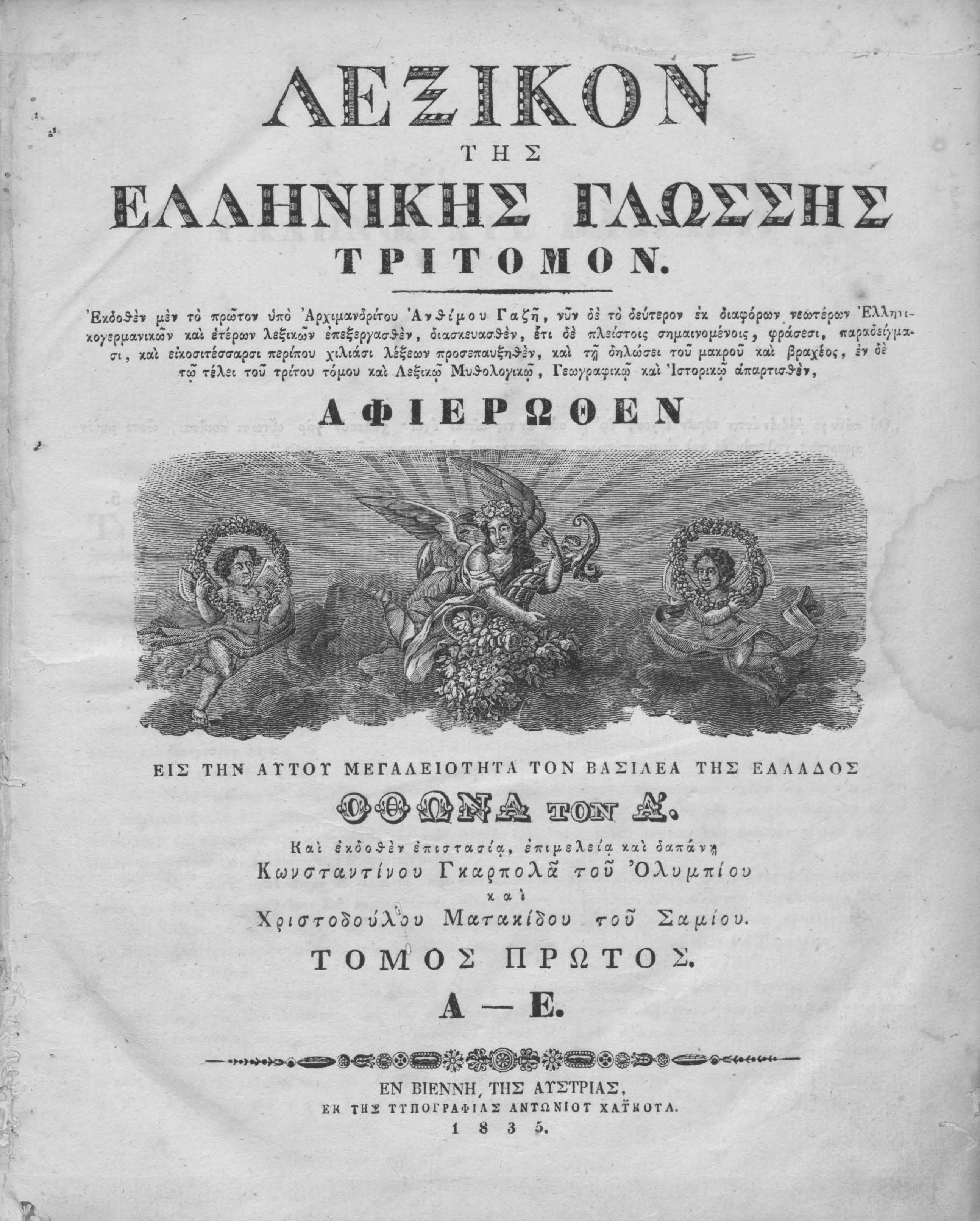
Diccionario de la lengua griega (edición de 1835), de Ánthimos Gazis

- Neófytos Doukas (1760-1845), prolífico erudito, que escribió alrededor de setenta libros y tradujo numerosos textos antiguos al griego moderno.
- Rigas Feraíos (c. 1757-1798), emigrado griego a Viena, fue un admirador de la Revolución francesa y esperaba trasplantar sus ideas humanísticas al mundo griego. Imaginó un levantamiento panbalcánico contra los gobernantes otomanos.
- Adamantios Koraís (1748-1833), testigo de la Revolución francesa, Koraís tomó su principal inspiración intelectual de la Ilustración y de los pensadores Thomas Hobbes, John Locke y Jean-Jacques Rousseau.
- Theófilos Kaíris (1784-1853), influenciado por la Ilustración francesa y crítico con la Iglesia ortodoxa oriental, fundó un movimiento de avivamiento pietista, conocido como teosebismo, inspirado en los cultos revolucionarios franceses, el protestantismo radical y el deísmo; fue anatematizado por el Sínodo del Patriarcado de Constantinopla. Tenía una visión heterodoxa de la Grecia independiente, que se basaba en la separación de Iglesia y Estado.
- Theóklitos Farmakidis, inspirado en la Revolución francesa, fuertemente prooccidental y crítico con el Patriarcado Ecuménico de Constantinopla.
- La Filómousos Etería, nombre de dos organizaciones filológicas y filohelenistas radicadas en Atenas y Viena.
- La Filikí Etería, una sociedad secreta activa a principios del siglo xix, cuyo propósito era derrocar el dominio otomano en la región y establecer un Estado griego independiente, basado en los ideales ilustrados. Muchos jóvenes griegos fanariotas se encontraban entre sus miembros.